# Belflou
Belflou är en kommun i departementet Aude i regionen Occitanien  i södra Frankrike. Kommunen ligger  i kantonen Salles-sur-l'Hers som ligger i arrondissementet Carcassonne. År 2022 hade Belflou 111 invånare.

## Befolkningsutveckling
Antalet invånare i kommunen Belflou
Referens: INSEE